# Бэмфорд, Мария
Мари́я Эли́забет Ше́лдон Бэ́мфорд (англ. Maria Elizabeth Sheldon Bamford, род. 3 сентября 1970, Порт-Уайниме, Калифорния) — американская стендап-комедиантка и актриса (преимущественно озвучивания). Наиболее известна своими стендапами про неблагополучные семьи и самокритичными номерами, в том числе шутками о депрессии и тревожности (у Бэмфорд диагностированы биполярное расстройство второго типа и ОКР).
В 2003 году Бэмфорд гастролировала со своим выступлением The Burning Bridges Tour, который потом выпустила как комедийный альбом. На сегодняшний день было выпущено ещё восемь альбомов и специальных выпусков. Дебютировала в кино, снявшись в фильме «Счастливые номера» (2000). Бэмфорд стала востребованной актрисой озвучивания: её голосом говорит Пискля в «Котопсе», также она озвучивала персонажей в таких мультсериалах, как «Американский папаша!», «Гадкие американцы», «Время приключений», «Конь БоДжек», «Приключения Кота в сапогах», «Легенда о Корре», «Говорящий Том и друзья» и многих других. Её голос можно услышать в мультфильмах «Стюарт Литтл 2» (2002), «Паутина Шарлотты 2: Великое приключение Уилбура» (2003), «Рога и копыта» (2006) и «В ад и обратно» (2015). В 2010-х она перешла на телевидение, снявшись в сериалах «Луи» (2012) и «Замедленное развитие» (2012). В 2014 году она получила награду возрождённой American Comedy Awards.
Биография Марии Бэмфорд легла в основу оригинального сериала Netflix «Взрывная штучка» 2016 года, в котором она и исполнила главную роль. Её работа получила признание критиков, а также даёт повод для споров, поскольку в своих выступлениях Бэмфорд помимо безобидных шуток затрагивает такие темы, как самоубийства и психиатрические расстройства.
В 2015 году вышла замуж за художника Скотта Марвела Кеннеди, детей не имеют.